# Mtwara (regio)
Mtwara is een administratieve regio in het uiterste zuidoosten van Tanzania. De regio meet een kleine 17.000 vierkante kilometer en had in 2012 bijna 1,3 miljoen inwoners. De hoofdstad is de gelijknamige stad Mtwara.

## Grenzen
De regio heeft een korte kustlijn:
- Aan de Indische Oceaan in het noordoosten.

Als zuidoostelijke regio heeft Mtwara een grens met een buurland van Tanzania:
- Twee provincies van Mozambique:
  - De provincie Cabo Delgado in het zuiden.
  - Kort met de provincie Niassa in het zuidwesten.

Mtwara heeft ten slotte twee buurregio's:
- Lindi in het noorden.
- Ruvuma in het westen.

## Districten
De regio is onderverdeeld in zeven districten:
- Landelijk Masasi
- Masasi Stad
- Landelijk Mtwara
- Mtwara Stad
- Nanyumbu
- Newala
- Tandahimba